# Ferran Carles d'Àustria-Este
Ferran Carles d'Àustria-Este, arxiduc d'Àustria (Mòdena 1821 - Brno 1849). Arxiduc d'Àustria i príncep d'Hongria, de Bohèmia i de Mòdena amb el doble tractament d'altesa imperial i reial pertanyent a la branca del Ducat de Mòdena.
Nat a Mòdena, capital del Ducat de Mòdena, el dia 20 de juliol de 1821 essent fill del duc Francesc IV de Mòdena i de la princesa Maria Beatriu de Savoia. Ferran Carles era net per via paterna del duc Ferran III de Mòdena i de la princesa Maria Beatriu d'Este i per via materna del rei Víctor Manuel I de Sardenya i de l'arxiduquessa Maria Teresa d'Àustria-Este.
El dia 4 d'octubre de 1847 contragué matrimoni a Schonnbrünn amb l'arxiduquessa Elisabet d'Àustria, fill de l'arxiduc Josep Antoni d'Àustria i de la duquessa Maria Dorotea de Württemberg. La parella tingué una única filla:
- SAIR l'arxiduquessa Maria Teresa d'Àustria-Este, nada a Brno el 1849 i morta al Castell de Wildenwart el 1919. Es casà amb el rei Lluís III de Baviera.

Ferran Carles morí a Brno el dia 15 de desembre de 1849, escassos sis mesos després del naixement de la seva única filla. La seva muller es casà en segones núpcies amb l'arxiduc Carles Ferran d'Àustria.